# Granito
Granito là một đô thị thuộc bang Pernambuco, Brasil. Đô thị này có diện tích 519,73 km², dân số năm 2007 là 6494 người, mật độ 12,49 người/km².